# Добровольное общество «Милосердие»
Добровольное общество «Милосердие» — казахстанский общественный благотворительный фонд, является инициатором и организатором постоянной акции «Подари детям жизнь» — сбор средств на лечение детей, которые страдают заболеваниями, неизлечимыми в Республике Казахстан.
Директором и одним из учредителей фонда является Аружан Саин.
Также фонд оказывает помощь детским домам и домам ребёнка города Алматы, тем самым занимается осуществлением проекта «Казахстан без сирот». Первая задача этого направления — внести изменения в статьи Закона «О Браке и Семье» РК, которые помогут большему количеству детей-сирот быть устроенными в семью. На встрече «Коктем шуагы» 5 марта 2010 г, Президент Казахстана Н. А. Назарбаев поддержал проект «Казахстан без сирот».

## Общие сведения
Общественный фонд «Добровольное общество Милосердие» официально работает с 6 апреля 2006 года. Фонд помогает детям из всех регионов Казахстана.
Фонд ДОМ совместно с волонтерами устраивает отчетные пресс-конференции, которые сопровождаются концертом, выступлением детей, общественных деятелей, артистов: 16 марта 2011 года был организован концерт с участием детского танцевального коллектива «Антре» и группы Motor-Roller, 30 ноября 2011 года на сцене Казахского государственного академического театра для детей и юношества имени Г. Мусрепова был поставлен спектакль «Все твои желания сбудутся». Фонд, благодаря добровольцам, проводит благотворительные мероприятия по сборам средств для лечения детей: Благотворительный турнир по теннису в 2011, ярмарка «Подари детям жизнь» в 2011.
Образован «ДОМ» волонтерами, которые познакомились друг с другом на интернет-конференции «Центр тяжести».
Весной 2005 года группа волонтеров, в числе которых была Аружан Саин, помогали детям с диагнозом ДЦП Алматинского Дома ребенка, детям Алматинского детского дома № 1, Алматинского детского дома № 2 В начале 2006 года будущие учредители фонда «ДОМ» начали помогать детям, которые проходили лечение в НИИ педиатрии и детской хирургии города Алматы.
В 2006 году, по инициативе команды фонда, был создан сайт www.donor.kz, в помощь детям с заболеваниями крови.

## Партнёры и проекты
28 августа 2010 года в Алма-Ате состоялась премьера фильма, снятого режиссёром Игорем Гонопольским, «Подари детям жизнь».
Фонд ДОМ совместно с продюсерским центром «АРУЖАН&Ко» выпускают телеверсию программы «Подари детям жизнь», которая выходит на телеканале «Хабар».
Совместно с компанией Mary Kay фонд работает над программой снижения смертности детей от врожденного порока сердца в Казахстане.